# ويليام ماثيو ميريك
ويليام ماثيو ميريك (بالإنجليزية: William Matthew Merrick )‏ (و. 1818 – 1889 م) هو سياسي، ومحامي، وقاضي من الولايات المتحدة الأمريكية. كان عضوًا في الحزب الديمقراطي الأمريكي.
توفي في واشنطن العاصمة، عن عمر يناهز 71 عاماً.

## مناصب
تولى منصب عضو مجلس النواب الأمريكي.

## التعليم
تعلم في جامعة جورجتاون.